# Pampagrande
Pampagrande est une localité du département de Santa Cruz en Bolivie située dans la province de Florida. Sa population s'élevait à 26 505 habitants en 2001.